# Abovjangatan
Abovjangatan (armeniska; Աբովյան Փողոց, Abovjan Poghots),  benämnd Astafjangatan 1868–1920, är en gata i distriktet  Kentron  i Jerevan i Armenien. 
Den 1,8 kilometer långa avenyn går mellan Republikens plats och Chatjatur Abovjanplatsen med statyn över Chatjatur Abovjan. 
Beslut om att planera gatunät i Jerevan togs 1855 av den ryska vicekungen för Kaukasus. Gatorna avsågs bli 6–20 meter breda, och Astafajangatan tillhörde gatorna med 20 meters bredd och var den första gatan i Jerevan som byggdes enligt den nya gatuplanen. Den invigdes 1863 och döptes efter Michail Astafjev, som varit guvernör över Guvernementet Erivan 1860–1862. År 1920 döptes den om till Abovjangatan.
Åren 1904–1906 byggdes en hästdragen spårväg på Abovjangatan. Den var i drift endast under tolv år. År 1933 öppnade en elektrisk spårvägslinje på Abovjangatan.  

## Byggnader och anläggningar i urval
- Republikens plats
- Armeniens historiska museum
- Tjarents litteratur- och konstmuseum, Aramgatan 1
- Arno Babadzjanjans konserthus, nr 2
- Stanislavskis ryska teater i Jerevan, nr 7
- Grand Hotel Jerevan, nr 14
- Charles Aznavourtorget
- Biografen Moskva, nr 18
- Katoghike Heliga Guds moders kyrka och Sankta Annakyrkan, korsningen med Sayat-Novaavenyn
- Tunnelbanestation Jeritasardakan
- Jerevans statliga medicinska universitet
- Tidigare Jerevans lärarseminarium och tidigare Jerevans statliga universitets huvudbyggnad, nu fakultetsbyggnad, nr 52
- Armeniens lantbruksuniversitet
- Chatjatur Abovjanplatsen

## Bildgalleri

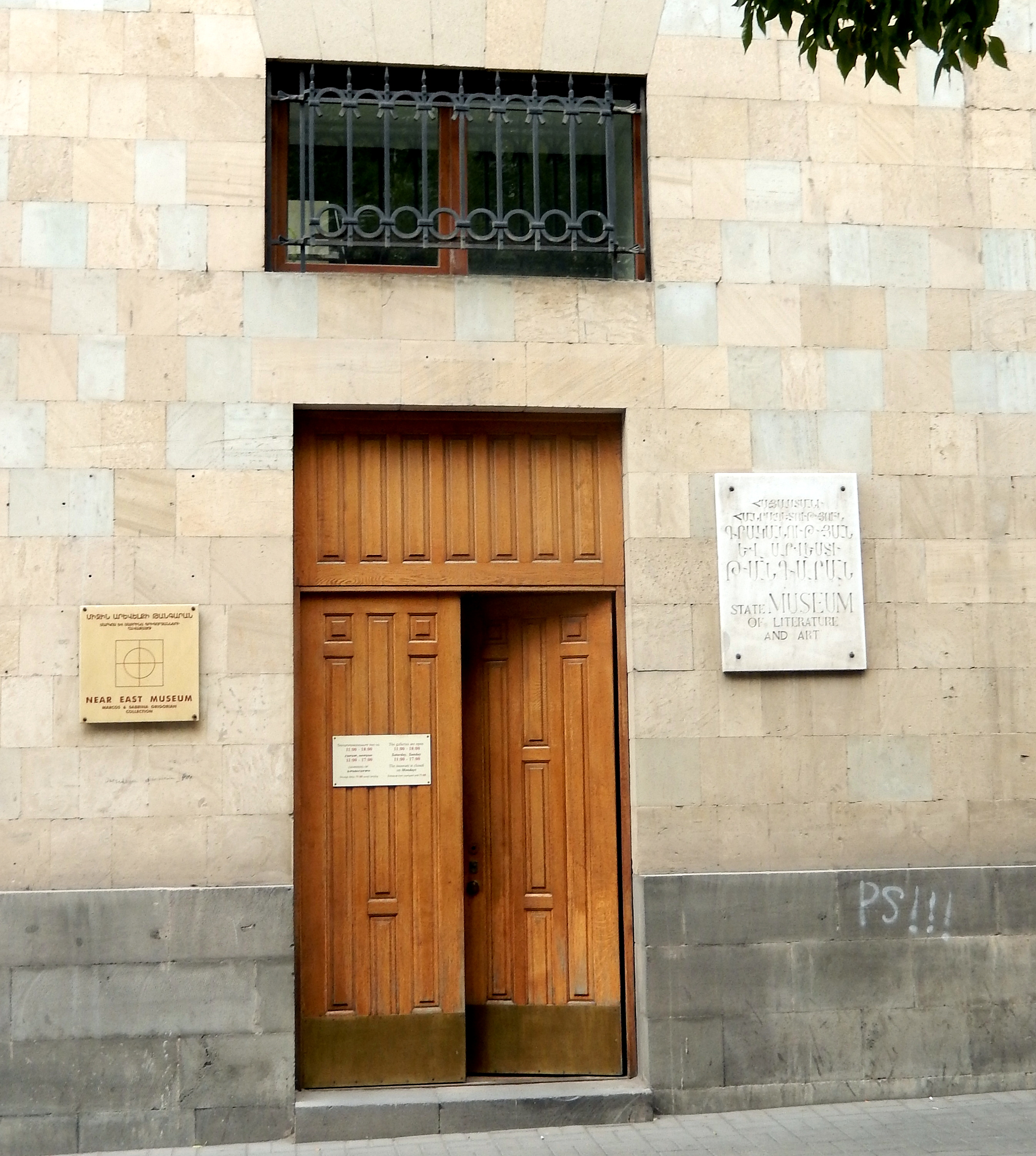
Entrén till Tjarents litteratur- och konstmuseum
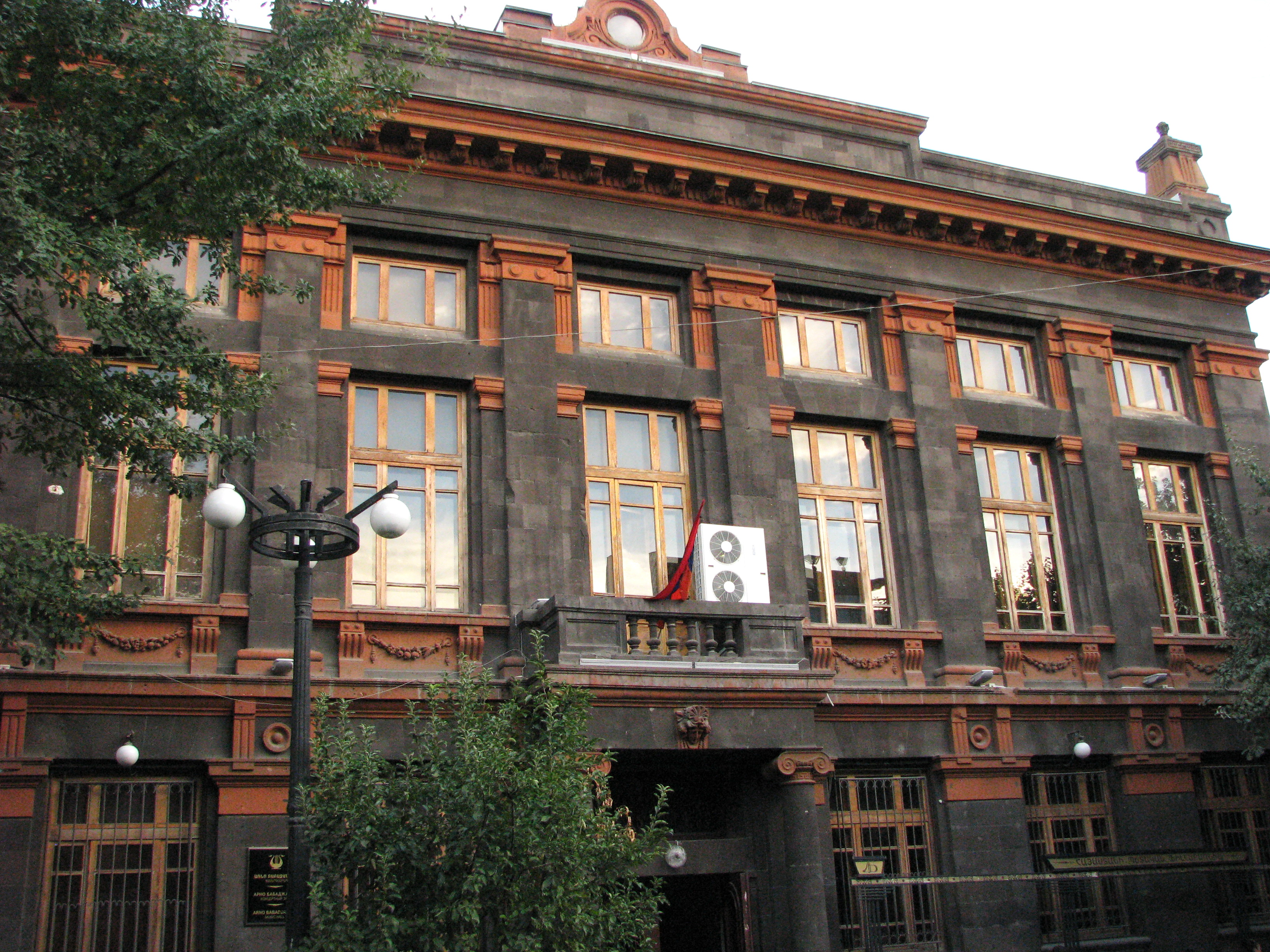
Arno Babadzjanjans konserthus
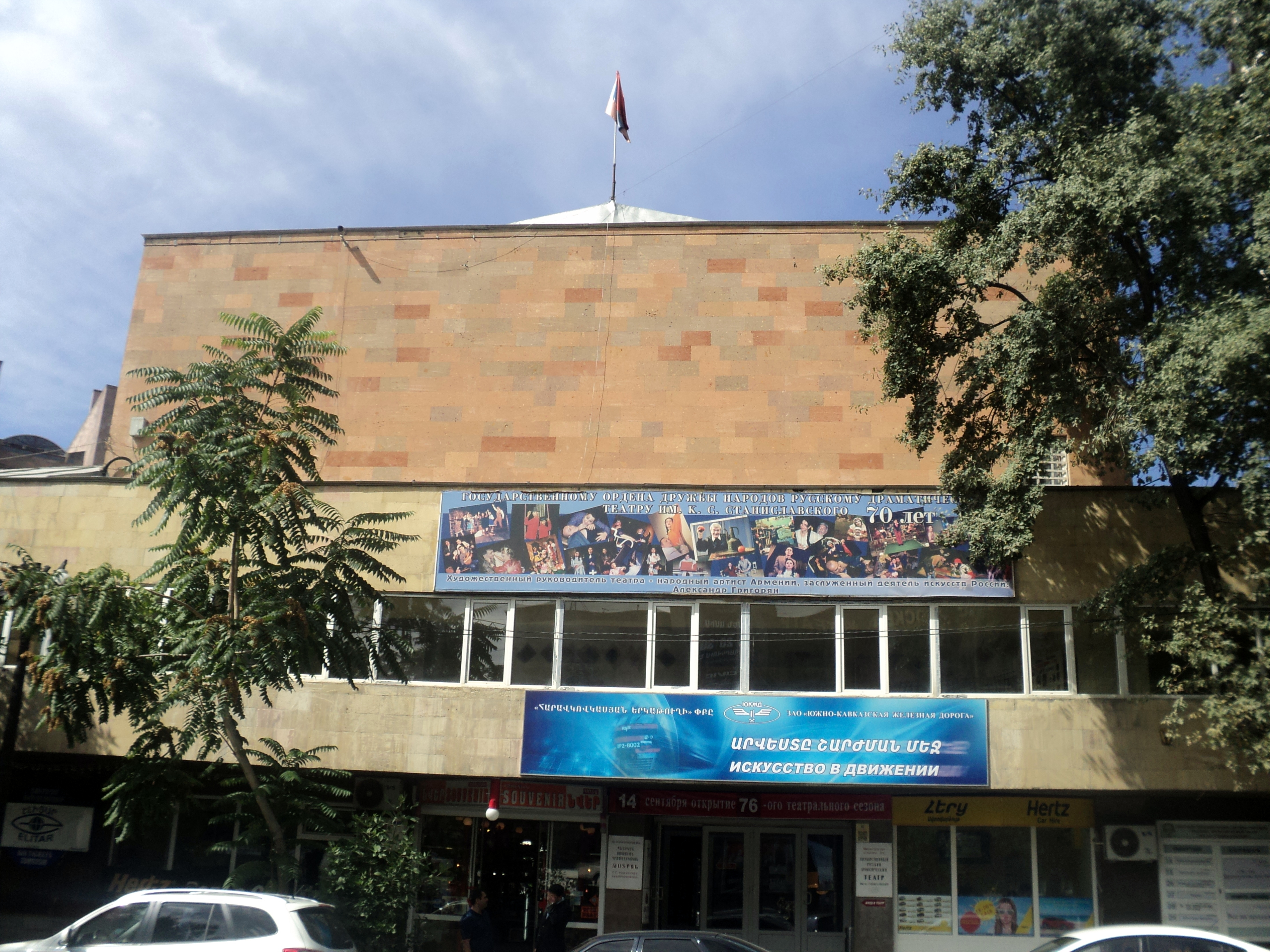
Stanislavskis ryska teater i Jerevan
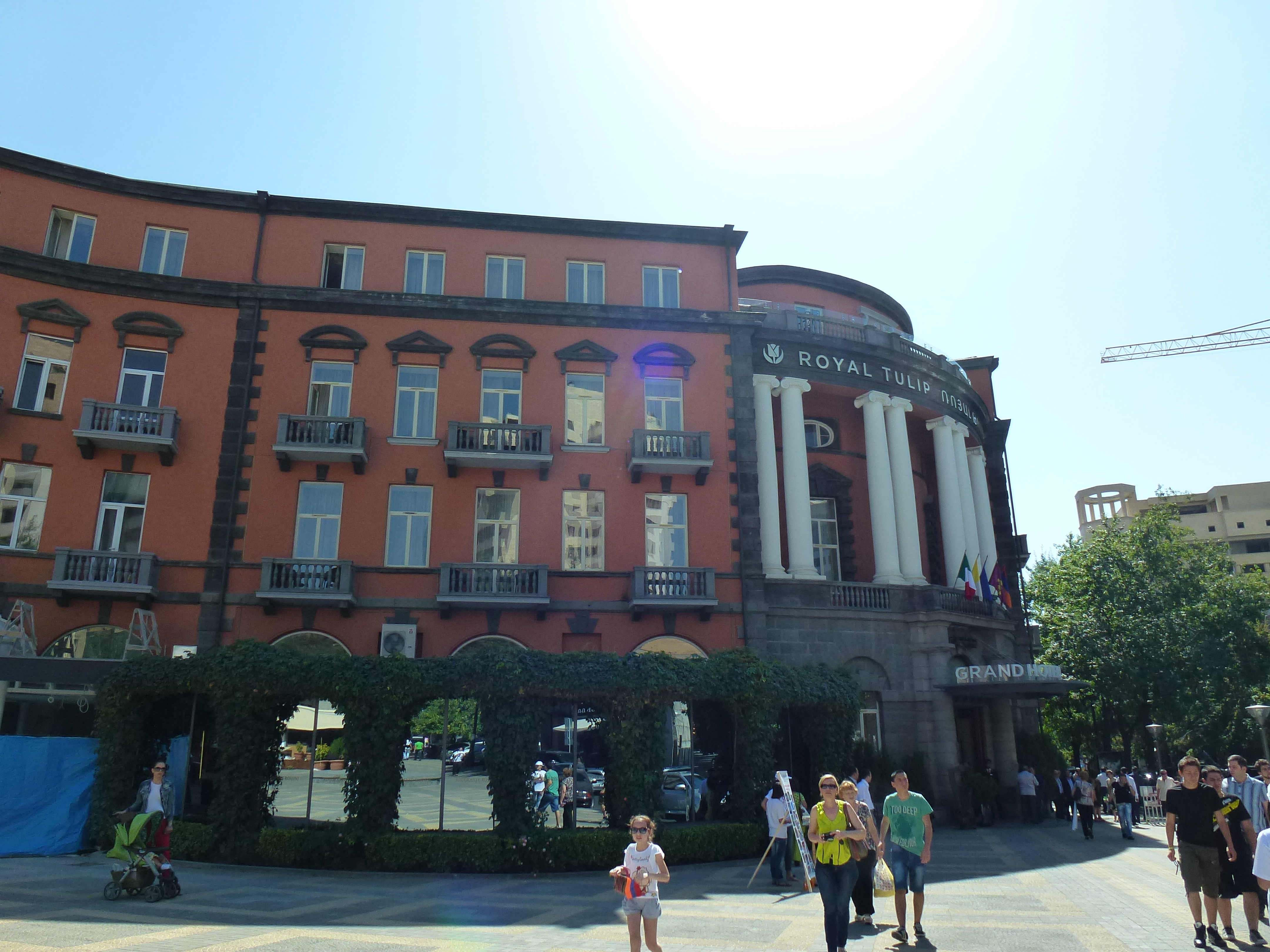
Grand Hotel Jerevan
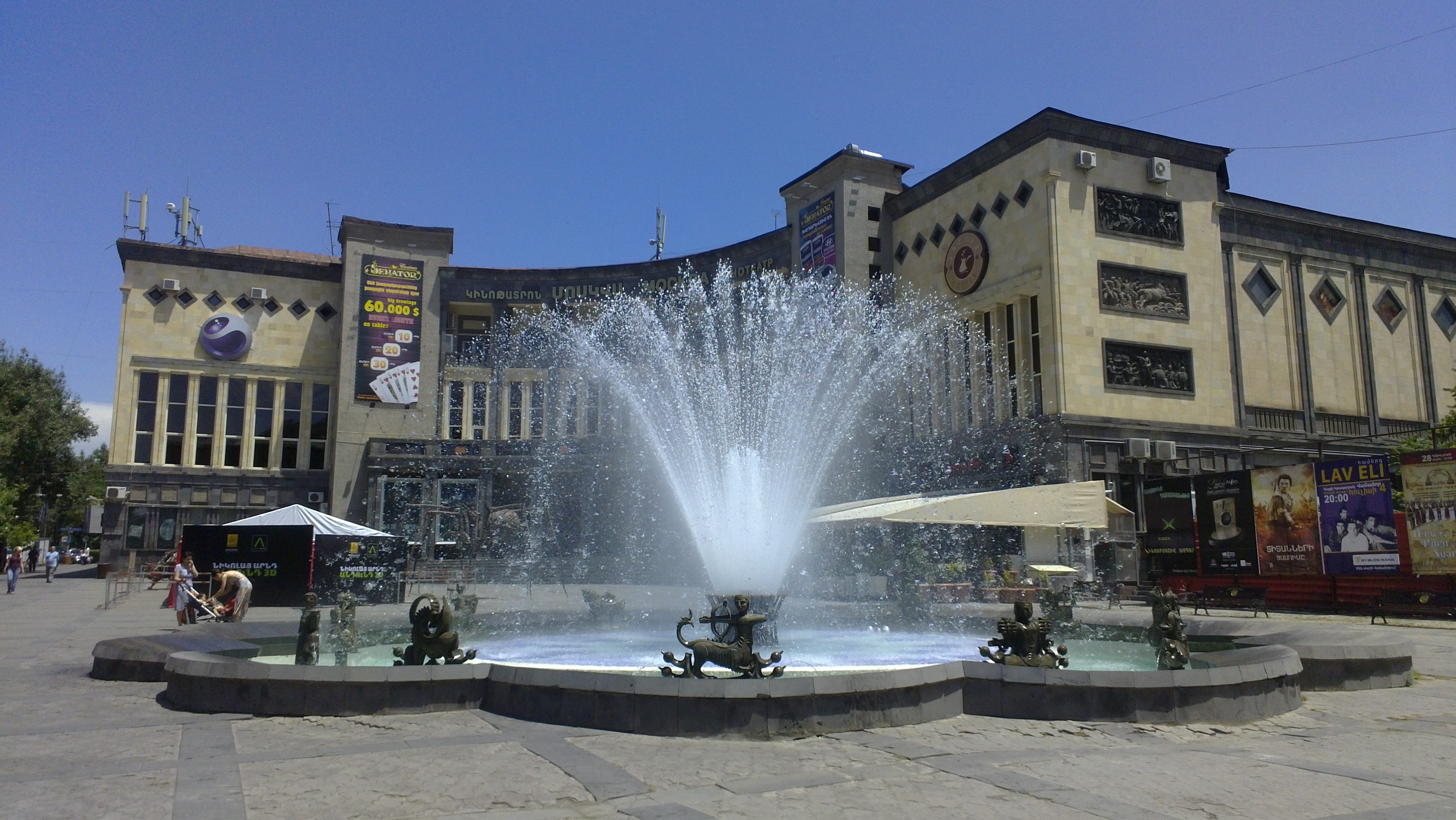
Biografen Moskva
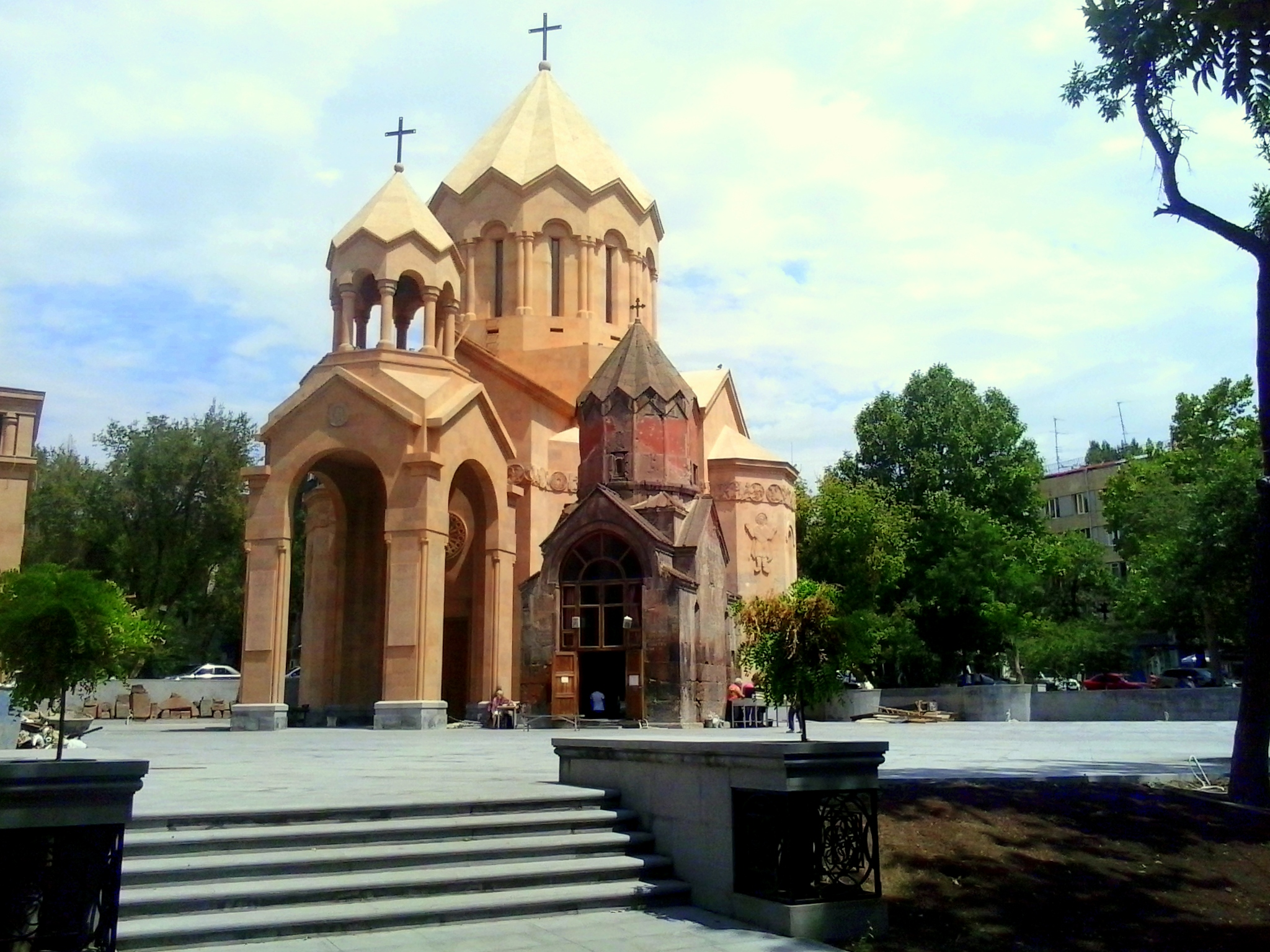
Sankta Annakyrkan och Katoghike Heliga Guds moders kyrka
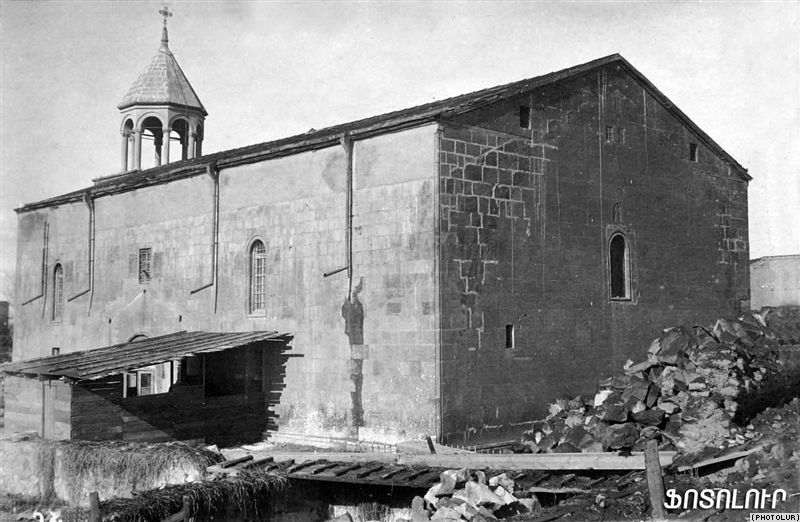
Paulus och Petruskyrkan låg vid Abovjangatan till 1933
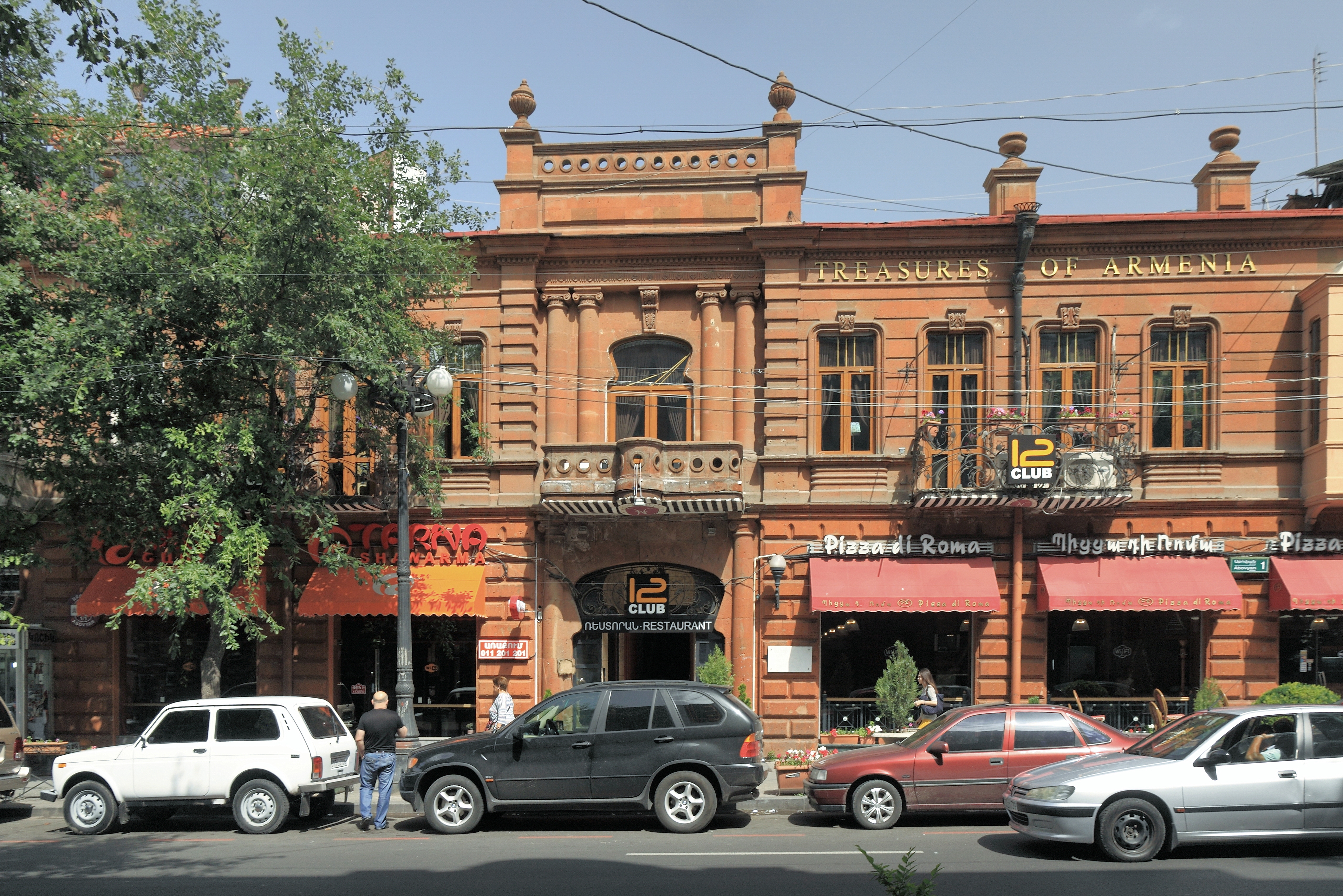
1800-talsbyggnad vid Abovjangatan
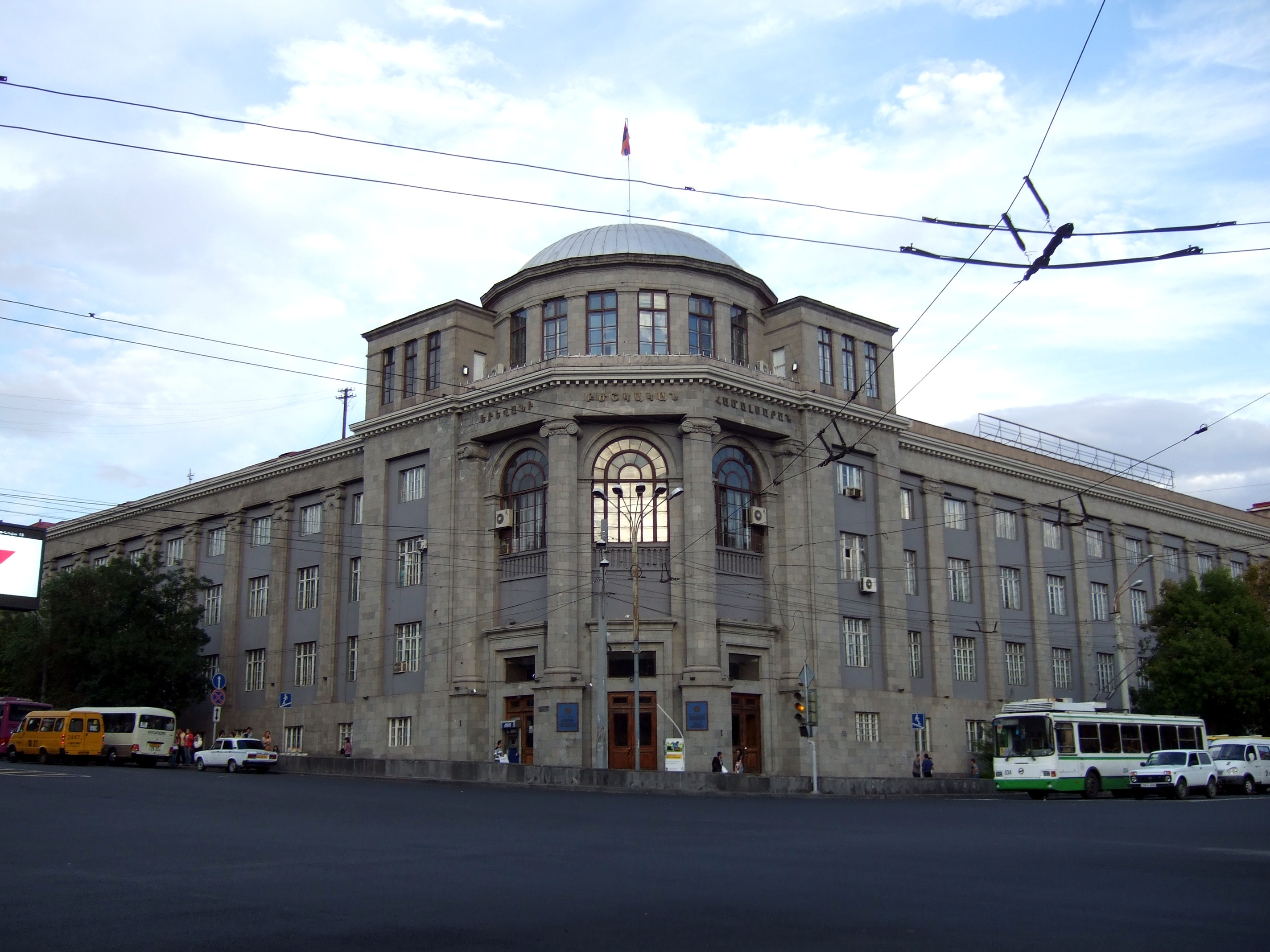
Jerevans statliga medicinska universitet
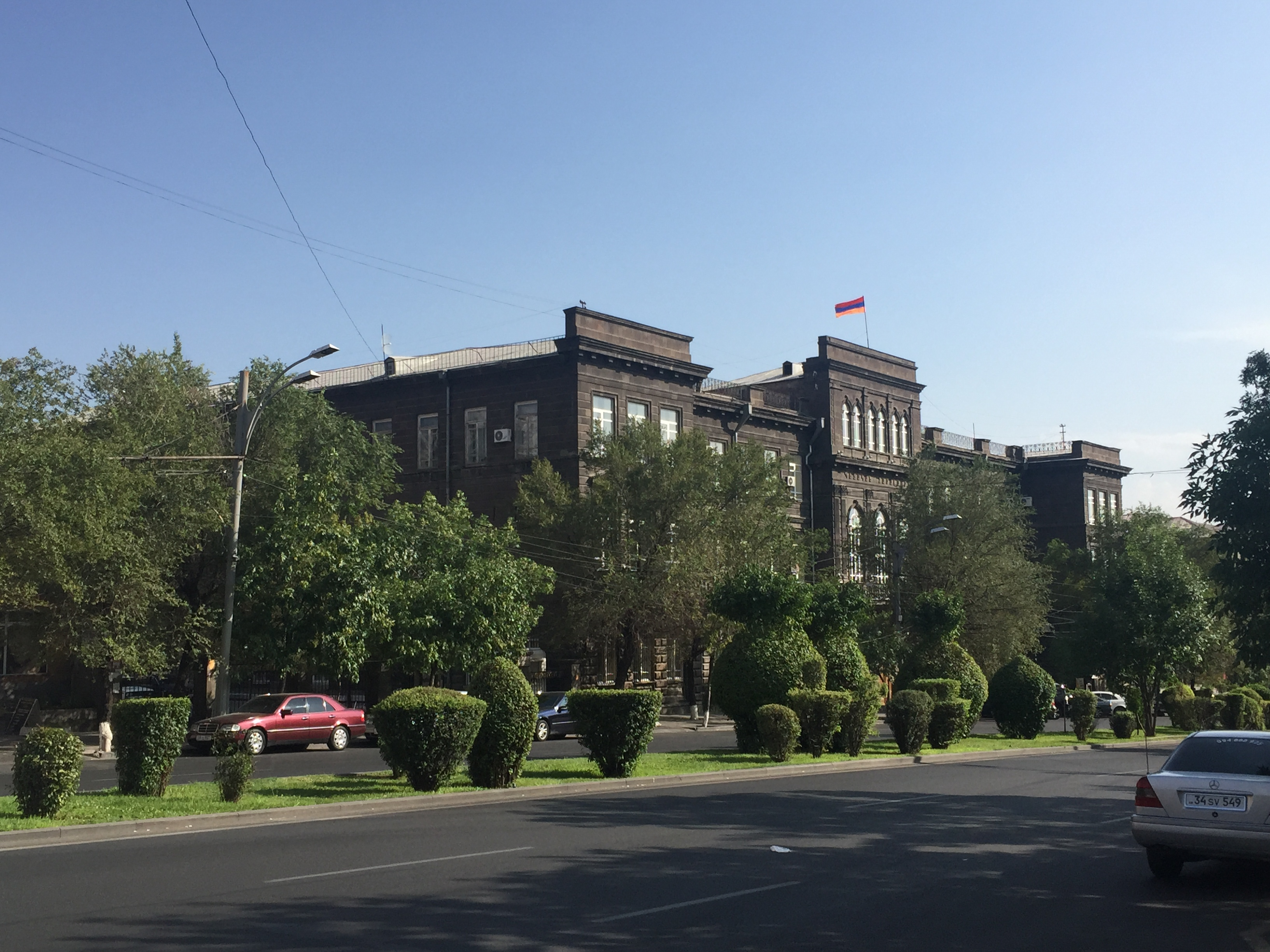
Armeniens lantbruksuniversitet
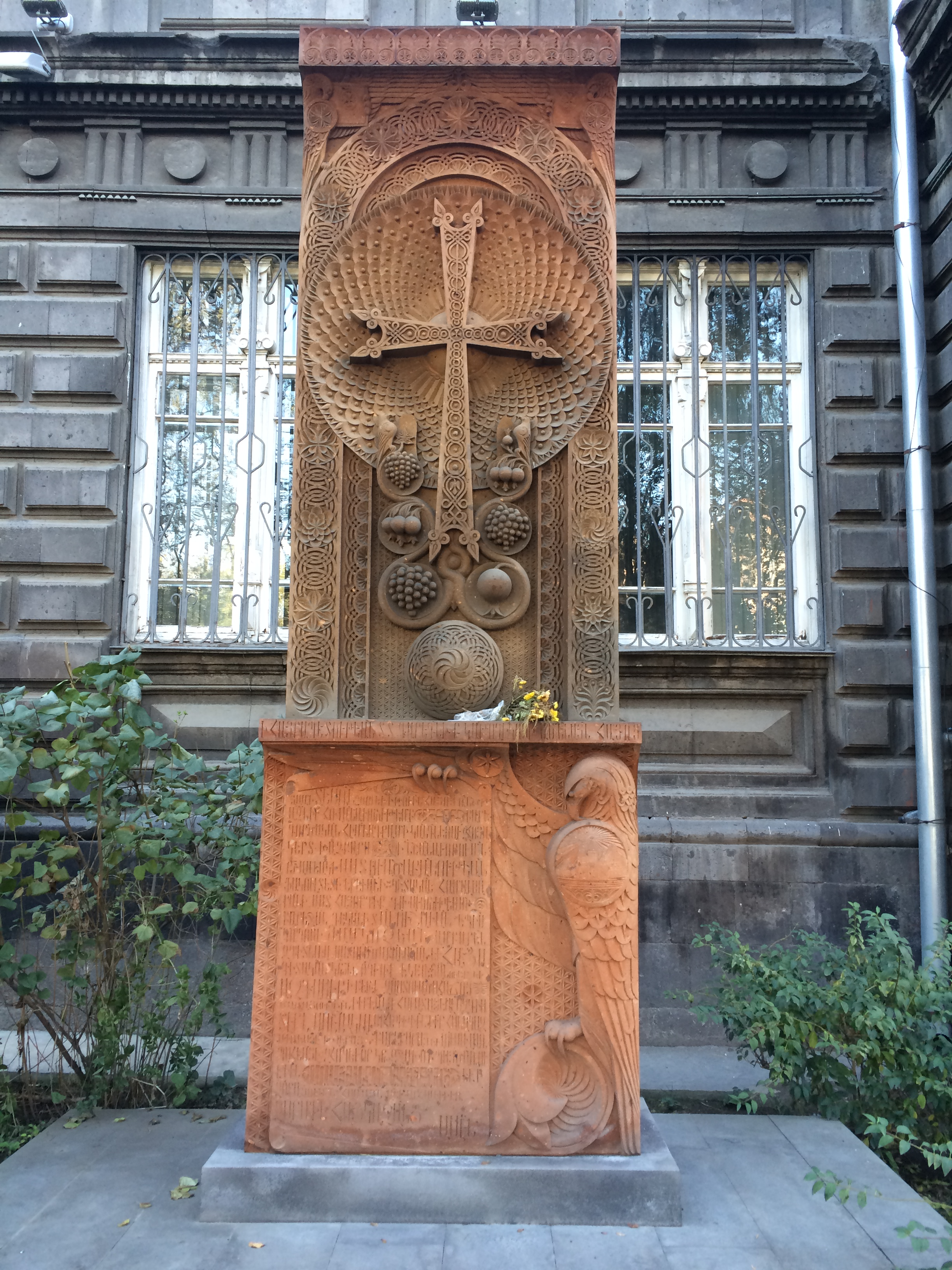
En khachkar vid Abovjangatan